# 玩美女人
《玩美女人》（西班牙語：Volver，西班牙語意指「to return」，代表著本片主旨「歸鄉」（to return to a place），发音为/bolˈβ̞eɾ/）是2006年西班牙電影，由西班牙導演佩德羅·阿莫多瓦執導。 
本片是2006年第59屆坎城電影節金棕櫚獎競賽影片之一。最終贏得兩座獎項：最佳女主角獎（包含片中六位女演員）和最佳劇本獎。2006年3月10日於西班牙舉辦電影首映，亦是電影的拍攝地。潘妮洛普·克魯茲入圍2007年奧斯卡最佳女主角獎，成為西班牙第二位奧斯卡提名的女主角。
電影情節源自於阿莫多瓦早期電影《窗邊上的玫瑰》（The Flower of My Secret），曾經要以小說形式出版，但因抄襲影片《The Freezer》的劇本架構而遭到封禁。影片的主题包括性侵、孤独与死亡，并融合了闹剧、悲剧和魔幻现实主义等元素。

## 劇情
蕾木妲小時候被她罪惡的爸爸性侵並且懷了他的孩子，也就是她的女兒寶拉，名字取自蕾木妲當時唯一接納的親人寶拉阿姨。因為蕾木妲一直認為父母相愛至深，所以被性侵後氣憤地嫁去了馬德里並和家裡斷絕關係。接著，一場火災燒掉了小木屋，裡面找到了一男一女的屍體，全村的人一致認為是蕾木妲的父母，鄰居奧古斯汀娜的母親在同一天早上失蹤，自此汀娜就一直找不到她。
事隔多年蕾木妲和妹妹索蕾帶著女兒寶拉回來掃墓並探望火災後就半失智的寶拉阿姨，電影從此時開始。回馬德里後失業的老公巴可喝醉後意圖侵犯繼女，寶拉在反抗過程中不小心殺死了他，並導致蕾木妲事後沒辦法去參加寶拉阿姨的喪禮。回去參加的妹妹帶著媽媽顯靈的靈魂回馬德里，因為媽媽覺得愧疚，也怕蕾木妲還氣她因而躲躲藏藏了好一陣子。事後兩人相見一切大白，原來那場大火是媽媽放的，因為她得知了老公性侵女兒的事情，又發現老公和汀娜媽媽外遇，燒死他們之後因為村子迷信且寶拉阿姨失智，便裝成鬼魂躲起來照顧她直到她逝去。最後全家一起回到村子，媽媽對汀娜「顯靈」，並打算照顧她到終老。

## 演員
| 演員                | 角色                        |
| ------------------- | --------------------------- |
| 潘妮洛普·克魯茲     | 蕾木妲（Raimunda）          |
| 卡門·莫拉           | 伊列涅（Irene），蕾木妲母親 |
| 蘿拉·杜納斯         | 索蕾（"Sole"dad）           |
| 布蘭卡·波提羅       | 奧古斯汀娜（Agustina）      |
| 尤漢娜·柯博         | 寶拉（Paula），蕾木妲女兒   |
| 查斯·拉姆普雷芙     | Tía Paula                   |
| Antonio de la Torre | Paco                        |
| Carlos Blanco       | Emilio                      |

## 獎項及提名
- 奧斯卡金像獎 (0/1):
  - 最佳女主角（潘妮洛普·克魯茲）
- 坎城影展(2/2):
  - 最佳女主角（潘妮洛普·克魯茲、卡門·莫拉、蘿拉·杜納斯、布蘭卡·波提羅、尤漢娜·柯博和查斯·拉姆普雷芙）
  - 最佳劇本（佩德羅·阿莫多瓦）
- 英國影視學院獎 (0/2):
  - 最佳女主角（潘妮洛普·克魯茲）
  - 最佳外語片
- 廣播影評人協會 (0/2):
  - 最佳女主角（潘妮洛普·克魯茲）
  - 最佳外語片
- 芝加哥影評人協會 (0/2):
  - 最佳女主角（潘妮洛普·克魯茲）
  - 最佳外語片
- 凱撒電影獎 (0/1):
  - 最佳外語片
- 帝國雜誌獎 (1/1):
  - 最佳女主角（潘妮洛普·克魯茲）
- 歐洲電影獎 (4/6):
  - 最佳女主角（潘妮洛普·克魯茲）
  - 最佳攝影（喬瑟·路易·阿爾肯）
  - 最佳作曲（艾貝多·伊格雷西亞斯）
  - 最佳導演（佩德羅·阿莫多瓦）
  - 最佳影片
  - 最佳編劇（佩德羅·阿莫多瓦）
- 金球獎 (0/2):
  - 最佳女主角－戲劇類（潘妮洛普·克魯茲）
  - 最佳外語片
- 哥雅獎 (5/14):
  - 最佳女主角（潘妮洛普·克魯茲）
  - 最佳導演（佩德羅·阿莫多瓦）
  - 最佳影片
  - 最佳原創配樂（艾貝多·伊格雷西亞斯）
  - 最佳女配角（卡門·莫拉）
  - 最佳攝影（喬瑟·路易·阿爾肯）
  - 最佳服裝設計（Sabine Daigeler）
  - 最佳化妝（Massimo Gattabrusi 和 Ana Lozano）
  - 最佳美術（Salvador Parra）
  - 最佳監製（Toni Novella）
  - 最佳原創劇本（佩德羅·阿莫多瓦）
  - 最佳音效
  - 最佳女配角（蘿拉·杜納斯）
  - 最佳女配角（布蘭卡·波提羅）
- 國家評論協會 (1/1):
  - 最佳外語片
- 衛星獎 (1/4):
  - 最佳外語片
  - 最佳女主角（潘妮洛普·克魯茲）
  - 最佳導演（佩德羅·阿莫多瓦）
  - 最佳原創劇本（佩德羅·阿莫多瓦）
- 美國演員工會獎 (0/1):
  - 最佳女主角（潘妮洛普·克魯茲）
- 溫哥華影評人協會獎 (1/1):
  - 最佳外語片

## 票房
截至2007年5月9日於689廳戲院上映26週，美國本土電影票房共$12,897,993美元，占全球票房15.4%。截至2007年1月22日，西班牙當地票房則賺得$12,241,181美元。 世界其他地區票房總計$71,123,059美元，占所有票房84.6%。全世界票房總計共進帳$84,021,052美元。

## 相關文獻
1. ↑  .   [2009-05-27]. （原始内容存档于2007-10-16）.
2. ↑  .   [2009-05-27]. （原始内容存档于2009-03-29）.

## 外部連結
- 官方網站 （页面存档备份，存于）
- 互联网电影数据库（IMDb）上《玩美女人》的资料（英文）
- AllMovie上《Volver》的资料（英文）
- 爛番茄上《玩美女人》的資料（英文）

| 獎項                    | 獎項                  | 獎項                |
| ----------------------- | --------------------- | ------------------- |
| 前任者： 言語的秘密生活 | 哥雅獎最佳影片 2007年 | 繼任者： La Soledad |

| 前任： 馬奎斯的三場葬禮 | 坎城影展最佳劇本 2006年 | 繼任： 天堂邊緣 |